# Hieronymus Wolter Kymmell
Hieronymus Wolter Kymmell (Havelte, 14 maart 1779 - aldaar, 17 december 1824) was een Nederlandse burgemeester.

## Leven en werk
Kymmel was een zoon van de burgemeester van Havelte Wolter Kymmell en Annetje Eisen. Hij werd in 1817 benoemd tot burgemeester van Havelte. Hij overleed in 1824 op 45-jarige leeftijd en werd als burgemeester opgevolgd door zijn broer Willem Frederik Kymmell.